# Нарсісо Міна
Нарсісо Міна (ісп. Narciso Mina, нар. 25 листопада 1982, Сан-Лоренсо) — еквадорський футболіст, нападник еквадорського клубу «Клан Хувеніль».

## Клубна кар'єра
У дорослому футболі дебютував 2002 року виступами за «Депортіво Куенка», в якому провів два сезони, взявши участь лише у 19 матчах чемпіонату. Не закріпившись в основній команді, 2004 року форварда було віддано в оренду в нижчоліговий клуб ЛДУ (Куенка), але і після повернення з нього футболіст провів лише 11 матчів за «Депортіво Куенка» у сезоні 2005.
У сезоні 2006 і 2007 років грав за ЛДУ (Лоха) у другому дивізіоні країни, після чого спробував повернутись в елітний дивізіон, але в складі «Депортиво» (Асогес) не заграв і знову став виступати в Серії Б, цього разу за «Манту». У новій команді Міна забив 25 голів у 38 іграх, а його «Манта» перемогла в турнірі, вийшовши у вищий дивізіон. 
Після цього клубом зацікавилась «Барселона» (Гуаякіль), до складу якої футболіст перейшов на початку 2009 року. Проте в команді Міна забив лише 6 голів в 27 матчах чемпіонату, через що в жовтні 2009 року був відданий в оренду в грав аргентинський «Уракан», де грав по березень 2010 року, однак жодної гри за клуб у першості країни не провів.
У березні 2009 року на правах оренди приєднався до одеського «Чорноморця». 20 березня 2010 року дебютував за «Чорноморець» у матчі з «Дніпром» (1:3), вийшовши на заміну на 72-й хвилині замість Віталія Балашова. Всього до кінця сезону зіграв в 11 матчах чемпіонату. 13 травня 2010 року стало відомо, що після закінчення терміну контракту з «Чорноморцем» покинув команду і повернувся на батьківщину. Після цього по сезону захищав кольори клубів «Манта» та «Індепендьєнте Хосе Теран».
До складу клубу «Барселона» (Гуаякіль) приєднався на початку 2012 року. Протягоме сезону 2012 встиг відіграти за гуаякільську команду 43 матчів в національному чемпіонаті, в яких забив 30 голів і вдруге поспіль став найкращим бомбардиром чемпіонату. Крім того цим він допоміг «Барселоні» вперше у 21 столітті виграти чемпіонат Еквадору.
На початку 2013 року відправився в Мексику, де виступав за клуби «Америка» (Мехіко) та «Атланте» (Канкун), вигравши з першим чемпіонат Мексики.
На початку 2015 року повернувся на батьківщину і став гравцем ЛДУ (Кіто). Наступного року уклав контракт з аргентинським «Сан-Мартін» (Сан-Хуан).

## Виступи за збірну
2008 року дебютував в офіційних матчах за національну збірну Еквадору.
У складі збірної був учасником розіграшу Кубка Америки 2011 року в Аргентині, на якому зіграв у одному з трьох матчів збірної на турнірі.
Провів у формі головної команди країни 11 матчів.

## Досягнення
- Чемпіон Еквадору: 2012
- Чемпіон Мексики: 2013 (Клаусура)

### Індивідуальні
- Найкращий бомбардир чемпіонату Еквадору: 2011 (28 голів), 2012 (30 голів)
- Найкращий бомбардир Кубка Мексики: 2013 (Клаусура)